# ساد الطفولة
ساد الطفولة (بالإنجليزية: Childhood cataract)‏ هو نوع من الماء الأبيض تظهر إصابته في فترة الولادة أو الطفولة. قد يكون خلقيا أو مكتسبا.